# Maritha Kaufmann
Maritha Kaufmann (* 2. Januar 1981) ist eine ehemalige norwegische Fußballspielerin.

## Karriere

### Vereine
Kaufmann spielte im Seniorinnenbereich für den in Lillestrøm ansässigen Team Strømmen FK in der Toppserien, der höchsten Spielklasse im norwegischen Frauenfußball und bestritt von 2001 bis 2009 133 Punktspiele, in denen sie elf Tore erzielte. Ihr Debüt gab sie am 21. April 2001 bei der 0:6-Niederlage im Auswärtsspiel gegen den Klepp IL; ihr erstes Tor gelang ihr am 31. Mai 2003 beim 4:1-Sieg im Auswärtsspiel gegen den FK Larvik mit dem Treffer zum Endstand in der 84. Minute. Mit der Mannschaft erreichte sie in den Spieljahren 2005, 2008 und 2009 jeweils das Finale um den nationalen Vereinspokal; alle drei wurden jedoch verloren (0:4 n. V. vs. Asker Fotball, 1:3 und 0:1 vs. Røa IL). 

### Nationalmannschaft
Ihr Debüt als Nationalspielerin für den NFF gab sie am 30. Juni 1998 in der U17-Nationalmannschaft bei der 1:2-Niederlage im Freundschaftsspiel gegen die U17-Nationalmannschaft Schwedens in Dronningborg mit Einwechslung für Leni Larsen Kaurin in der 76. Minute. Diesem folgten zwei weitere Länderspiele am 1. und 3. Juli 1998 in Dronningborg und Randers die gegen die U17-Nationalmannschaft der Niederlande mit 3:0 gewonnen und gegen die U17-Nationalmannschaft Deutschlands mit 1:2 verloren wurden.
Vom 8. Mai 2002 bis zum 29. Juli 2004 wurde sie achtmal in der U21-Nationalmannschaft eingesetzt, für die sie ihr erstes Länderspieltor am 12. Mai 2004 in Rolvsrud beim 4:0-Sieg im Freundschaftsspiel gegen die U21-Nationalmannschaft Schwedens mit dem Treffer zum 3:0 in der 37. Minute erzielte.
Für die A-Nationalmannschaft debütierte sie am 22. Februar 2005 in La Manga del Mar Menor bei der 0:1-Niederlage im Freundschaftsspiel gegen die Nationalmannschaft Frankreichs. Zwei weitere in Freundschaft ausgetragene Länderspiele bestritt sie am 31. Mai 2005 in Sarpsborg beim 3:0-Sieg über die Nationalmannschaft Kanadas und am 2. August 2006 in Lyngdal beim 2:1-Sieg über die Nationalmannschaft Dänemarks. Des Weiteren wurde sie im ersten, dritten bis fünften und achten Spiel der WM-Qualifikationsgruppe 1 eingesetzt – die alle gewonnen wurden – wie auch in zwei Spielen am 18. und 22. Januar 2006 im Vier-Nationen-Turnier in Guangzhou. Mit der Mannschaft nahm sie dreimal am Turnier um den Algarve-Cup teil und kam 2005 in zwei, 2006 in drei und 2007 in zwei Spielen zum Einsatz, wobei sie mit dem Spiel um Platz 5 beim 2:0-Sieg über die Nationalmannschaft Finnlands ihr letztes Länderspiel bestritt. Höhepunkt ihrer Länderspielkarriere dürfte ihr Einsatz am 16. Juni 2005 gewesen sein; sie wurde in der 80. Minute für Marit Fiane Christensen beim 3:2-Sieg n. V. im EM-Halbfinale gegen die Nationalmannschaft Schwedens eingewechselt und hatte damit Anteil am späteren zweiten Turnierplatz.

## Erfolge
Nationalmannschaft
- Finalist Europameisterschaft 2005

Team Strømmen FK
- Norwegischer Pokal-Finalist 2005, 2008, 2009